# Bolkhovitinov DB-A
Bolkhovitinov DBA (Dahl'niy Bombardirovshchik-Akademiya – máy bay ném bom tầm xa) là một loại máy bay ném bom hạng nặng, thiết kế chế tạo ở Liên Xô từ năm 1934.

## Biến thể
- DB-A
- DB-2A
- DBA
- TK-1 TK (- heavy cruiser)

## Tính năng kỹ chiến thuật (DBA)

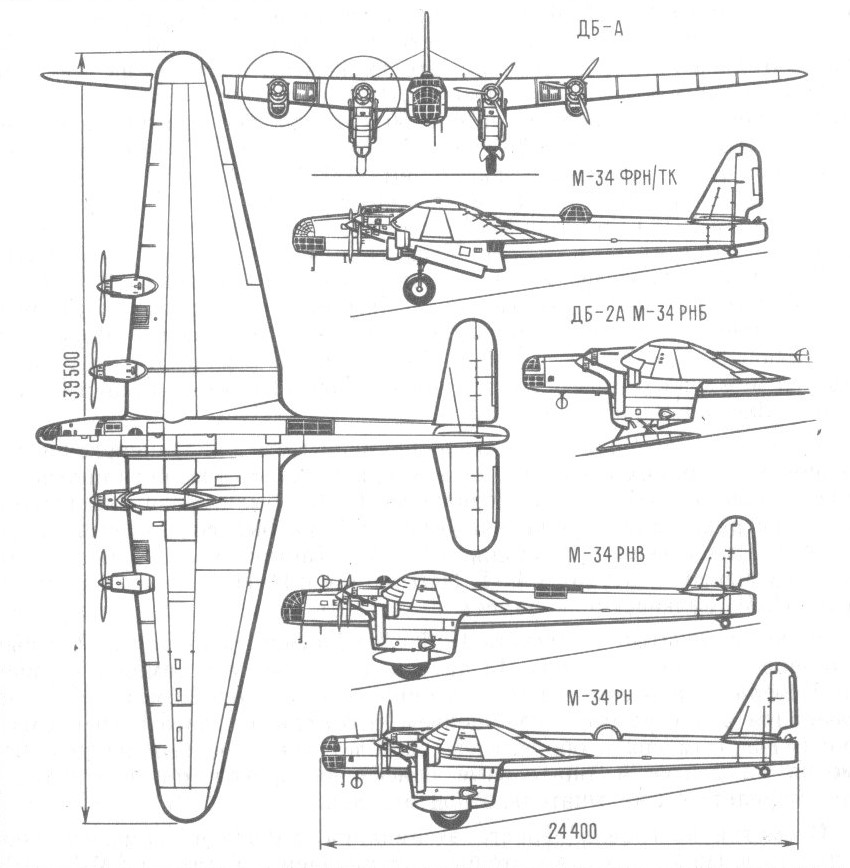

Dữ liệu lấy từ Gunston, Bill. "The Osprey Encyclopaedia of Russian Aircraft 1875–1995". London, Osprey. 1995. ISBN 1-85532-405-9
Đặc điểm tổng quát
- Kíp lái: 8
- Chiều dài: 24,4 m (80 ft 0-5/8 in)
- Sải cánh: 39,5 m (129 ft 7 in)
- Diện tích cánh: 230 m2 (2,476 ft2)
- Trọng lượng rỗng: 16.150 kg (35.605 lb)
- Trọng lượng có tải: 22.000 kg (48.500 lb)
- Powerplant: 4 × M-34FRN, 671,1 kW (900 hp) mỗi chiêc

Hiệu suất bay
- Vận tốc cực đại: 316 km/h (196,4 mph)
- Tầm bay: 4500 km (2.796 dặm)
- Trần bay: 7.730 m (25.360 ft)

Vũ khí trang bị
- 3 x súng máy ShKAS 7,62mm
- 1 x pháo ShVAK 20mm
- 5.000 kg bom